# Xiparicot
Xiparicot (Shiparicot), ime za jednu skupinu karipskih Indijanaca iz Venezuele koji su govorili istoimenim dijalektom ili jezikom, predstavnikom sjeverne karipske skupine (Mason).